# 다치바나 요조
다치바나 요조(일본어: 立花 陽三, 1971년 1월 10일 ~ )는 일본의 기업인이며 주식회사 라쿠텐 야구단(도호쿠 라쿠텐 골든이글스) 대표이사 사장이다.

## 인물
도쿄도 출신으로 부친의 모교인 세이케이 학원에서, 중학교와 고등학교는 세이케이 중학교·고등학교에 각각 진학했다. 1990년에는 AO입시 제1기 합격자로서 게이오기주쿠 대학 종합정책학부에 입학했다.
세이케이 고등학교 시절부터 럭비를 시작해서 고등학교 일본 대표팀 후보 선수로 발탁된 적도 있었고 게이오기주쿠 대학 럭비부에서도 선수로 뛰기도 했다. 그러나 대학교 3학년 때 와세다 대학과의 경기에서 안면 골절 부상을 당했다.
1994년에 게이오기주쿠 대학을 졸업한 후 샐러먼브라더스 증권에 입사하여 증권맨으로서의 길을 걷기 시작했고 그 사이 1999년에 우에다 아키오 감독의 지휘 하에 모교인 게이오기주쿠 대학 럭비부 코치로 취임, 팀의 전국 대학 럭비 풋볼 선수권 대회 우승에 기여하기도 했다. 샐러먼브라더스, 골드만삭스, 메릴린치 일본 증권 등 오랫동안 증권사에서 직원으로 근무했고 2011년에 메릴린치 일본 증권의 집행 임원으로 부임했다.

### 라쿠텐 구단 사장
2012년 8월 1일, 도호쿠 라쿠텐 골든이글스 구단 사장으로 취임했는데 취임을 앞두고 라쿠텐 구단주인 미키타니 히로시로부터 구단 사장으로 맡아달라는 권유를 받았다고 한다. 기자회견에서는 자신이 럭비 선수로 활약했던 경험을 말하면서 “나의 투쟁심을 팀과 회사에 보내고 싶다”라고 말했다.

## 출신 학교
- 세이케이 고등학교
- 게이오기주쿠 대학 종합정책학부 졸업

## 주요 경력
- 1994년 : 샐러먼브라더스 증권에 입사, 그 후에는 골드만삭스를 거침.
- 2010년 : 메릴린치 일본 증권에 입사, 채권영업 총괄본부장으로서 활약
- 2011년 ~ 현재 : 메릴린치 일본 증권 상무 집행 임원으로 부임
- 2012년 ~ 현재 : 도호쿠 라쿠텐 골든이글스 대표이사 사장